# 25 avril 1935
Le jeudi 25 avril 1935 est le 115e jour de l'année 1935.

## Naissances
- James Peebles, astronome américain
- Jean-Claude Bonaccorsi, personnalité politique française
- Jean Ledoux (mort le 30 janvier 2019), rameur français
- Robert Gutowski (mort le 2 août 1960), athlète américain spécialiste du saut à la perche
- Roberto Ferreiro (mort le 20 avril 2017), footballeur argentin
- Stephen Hanessian, chimiste canadien

## Événements
- Première communication téléphonique autour du monde[1].